# Panzerkampfwagen V Panther
Panzerkampfwagen V Panther (Panter), förkortat PzKpfw V (alternativt: Panzer V, Pz V), inventeringsnummer: SdKfz 171, är en tysk medeltung stridsvagn från andra världskriget. Panzer V Panther var i bruk från mitten av 1943 till slutet av kriget i Europa 1945, samt några år efteråt i den franska armén. Den var ämnad som ett svar på den ryska stridsvagnen T-34 och var även tänkt att ersätta de äldre tyska stridsvagnsmodellerna Panzer IV och III. Dock användes dessa tillsammans med Panzer V Panther och de tyngre Panzer VI Tiger-stridsvagnarna fram till krigsslutet.

## Historia
Panthern sattes in i strid för första gången vid slaget vid Kursk på östfronten i juli 1943. Den tyska offensiven var först planerad till våren 1943 men försenades bland annat för att Pantherstridsvagnen skulle hinna bli klar och kunna användas. Alla vagnar som deltog i slaget var samlade i två pansarbataljoner Panzer-Abteilung 51 och Panzer-Abteilung 52 som tillsammans utgjorde Panzer-Brigade 10, denna brigad var underställd Panzergrenadier-Division Großdeutschland. Vid Kursk förekom på Panthern diverse tekniska fel som gjorde att den ofta gick sönder. Däremot hade den mycket långa 75 mm kanonen utmärkt prestanda. När felen efterhand blev avhjälpta blev Panthern andra världskrigets troligtvis bästa stridsvagn med en utmärkt kombination av stor eldkraft, gott skydd och hög rörlighet. Pantherstridsvagnen sattes in på öst- och västfronten samt i Italien i efterhand allt större antal. Trots detta tillverkades den i för få exemplar (drygt 6 000) för få någon strategisk inverkan på utgången av kriget. Panthern är en av dem kändaste pansarvagnar i hela världen.
Panthern var överlägsen den tyngre Tiger I i följande aspekter: bättre eldkraft (tack vare den mycket långa kanonen), bättre frontalt pansarskydd (tack vare det sluttande pansaret) och bättre rörlighet (tack vare lägre vikt). Dessutom var den billigare och enklare att tillverka än Tiger I.
Tyskarna kopierade mycket från T-34 när de byggde Pantherstridsvagnen. Bland annat utrustades stridsvagnen med sluttande frontpansar vilket gjorde att sprängverkan från granater som den blev beskjuten med minskades väsentligt. Granaterna rikoschetterade iväg istället för att få en direkt träff. Idag har de flesta stridsvagnar sluttande frontpansar. Detta var en av Pantherns största fördelar i strid - fiendens stridsvagnskanoner, till exempel på T-34 och Sherman, hade en mycket liten chans att penetrera Pantherns tjocka och sluttande frontpansar medan Pantherns mycket långa 75 mm kanon med mycket hög utgångshastighet på granaten ofta slog ut fiendens stridsvagnar med ett skott. De västallierade räknade med att det gick åt tre egna stridsvagnar för att slå ut en Panther. Om Panthern besköts från sidan kunde den dock relativt lätt slås ut.
Redan i december 1943 hade utvecklarna farhågor att sidopansaret var för svagt för att stå emot de pansarvärnsvapen Panthern kunde möta på östfronten. Därför inledes försök där stålskivor monterades på sidorna för att öka skyddsnivån. Om försöken inte skulle falla väl ut fanns det planer på att styra om produktionen helt mot en ny vagn med namn Panther II, som enligt ritningarna skulle ha 60 mm tjockt sidopansar. Försöken med det extra skiktade pansaret i form av stålskivor på sidorna av Panther blev en framgång. Tester visade att det extra pansaret stod emot direktträffar från 75 mm spränggranater såväl som pansarvärnsgevär. Framgången med det skiktade pansaret på sidorna räddade kvar Panther-stridsvagnen som förblev i produktion kriget ut.
Fram till 1944 kallades den för Panzerkampfwagen V Panther och hade den militära beteckningen Sd.Kfz. 171. Den 27 februari 1944 beslöt Adolf Hitler att stridsvagnen enbart skulle benämnas som Panther.
Under 1943–1944 utrustades gradvis en bataljon per pansarregemente i varje tysk pansardivision med Panther i den takt som produktionshastigheten medgav. Den andra bataljonen hade oftast senare modeller av Panzer IV. Detta innebar att flera tyska pansardivisioner bara hade en bataljon med Panzer III/Panzer IV under hösten 1943–vintern 1943–1944 eftersom den andra bataljonen var i Tyskland och utrustades/utbildades med Panthern. Efterhand återvände Panther-bataljonerna till sina respektive divisioner, där det naturligtvis fanns ett mycket stort behov av dem. Rätt använda var förband utrustade med Panther mycket slagkraftiga, inte minst på östfronten, där vagnen var överlägsen den ryska T-34. Om Panther-vagnar sattes in i tillräckligt stort antal och under befäl av en skicklig chef kunde effekterna på slagfältet bli stora. Ett exempel (bland många) är Schwere Panzer Regiment Bäke som bestod av en bataljon med Panther och en bataljon med Tiger I som sattes in under striderna vid Korsun-Tjerkassy-fickan 1944.
Under senare delen av 1944 var Panthern tyskarnas vanligaste stridsvagn vid sidan av Panzer IV. Panthern sattes in i strid på öst- och västfronten samt i Italien. De flesta tyska pansardivisioner både i armén och Waffen-SS var utrustade med Panther-stridsvagnar från och med sommaren 1944.
De sista krigsmånaderna experimenterade tyskarna med Aktiv IR för mörkerstrid och ett mindre antal Panther-stridsvagnar utrustades med Aktiv IR (fotografier finns som visar detta). Enligt vissa källor sattes IR-utrustade Panthrar in i strid under Ardenneroffensiven 1944 och i Ungern 1945. Möjligen tenderar efterkrigslitteraturen att överdriva antalet IR-utrustade Panthrar.
Även om Panthern var en mycket bra stridsvagn är det tveksamt om tyskarna gjorde rätt att i satsa på ett sådant relativt dyrt, komplicerat och underhållskrävande vapen som Panther. Sannolikt hade man fått ut mer effekt om man istället satsat på en lättare stridsvagn med "tillräckligt bra" prestanda som man kunnat producera i fler exemplar, till exempel Panzer IV.

## Brister i utformningen

### Tornet
Den runda kanonskölden som sitter vid eldrörets bas kunde, om den träffades på den nedre delen, få den inkommande projektilen att rikoschettera neråt mot taket till stridsutrymmet. Takets pansar var endast 16 mm tjock och kunde penetreras av en rikoschett. Detta hände vid flera tillfällen och resulterade ofta i att föraren och signalisten blev skadade eller dödade. Från september 1944 monterades en modifierad kanonsköld på Ausf. G (se varianter nedan) som hade en rak kant nertill i stället för en rundad vilket avhjälpte problemet. Den nya kanonskölden fasades in i produktionen i mån av tillgång, vilket medförde att många Panther Ausf. G rullade ut från fabrikerna med den runda kanonskölden monterad.
Sidopansaret på tornet var 45 mm tjockt och vinklat 25 grader. Det gjorde tornet sårbart för beskjutning från i stort sett alla fientliga stridsvagnar, från alla praktiska stridsavstånd. (till och med över 1000 meter). Denna brist bedömdes som så pass avgörande att det utvecklades en Ausf. F-modell av Panthern med samma chassi som Ausf. G, men med ett nytt torn som hade en annan utformning, bland annat med 60 mm sidopansar. Ausf. F-tornet hann produceras innan krigsslutet men det är inte bekräftat om det någonsin användes i strid.
Stridsvagnsbesättningarna utförde diverse reglementsvidriga ändringar på sina stridsvagnar för att öka skyddsnivån. Bland annat svetsades reservlänkar till larvbandet på sidorna av tornet. I somliga fall har även bärhjul svetsas på tornet eller på sidorna av vagnen för att ge extra skydd.

### Kraftöverföring (slutväxel)
Ett problem som följde Panthern genom alla versioner var att transmissionen inte hade god hållbarhet. Livslängden var generellt ganska kort och krävde ett tätt underhåll för att fungera. Det gjordes förbättringar i transmissionen under samtliga versioner men problemet blev aldrig riktigt åtgärdat. Underlaget vagnen körde på påverkade hållbarheten på kraftöverföringen mycket. Framförallt när Panthern backade i lerigt underlag och gjorde kraftiga svängar tenderade kraftöverföringen att gå sönder. Den 5 mars 1944 rapporterade Heinz Guderian att tillförlitligheten på kraftöverföringen hos Panther-stridsvagnarna var acceptabel. Vid tidpunkten för rapporten var marken frusen på östfronten. Den 22 april 1944 inkom en ny rapport. Marken har då töat och det var djup lera där stridsvagnarna körde. Man noterade bland annat att treans växel slitits ut på flera Panthers, vilket man tror beror på att förarna varvade den växeln för högt när vagnarna körde i lera. Men när det kom till kraftöverföringen så slets den ut ovanligt snabbt på en hög andel stridsvagnar och orsakade mekaniska haverier. Av 30 Panthervagnar måste man byta transmissionen på 13 av dem.
Det var inte ovanligt att Pantherstridsvagnar retirerade ur strid genom att backa, för att hålla sitt frontpansar mot fienden. Därför var problemet högst närvarande genom hela tjänstgöringstiden.

## Varianter
Panthern genomgick under sin produktionstid ett antal förbättringar för att sänka produktionskostnaderna och göra vagnen mer effektiv i strid. Detta ledde till att vagnen kom att produceras i tre varianter eller utföranden ('Ausführung', förkortat 'Ausf.'). Därutöver byggdes flera vagnar om som bärgnings-, eller eldledningsfordon. Ausf. G blev också grund för pvkv:n Jagdpanther.

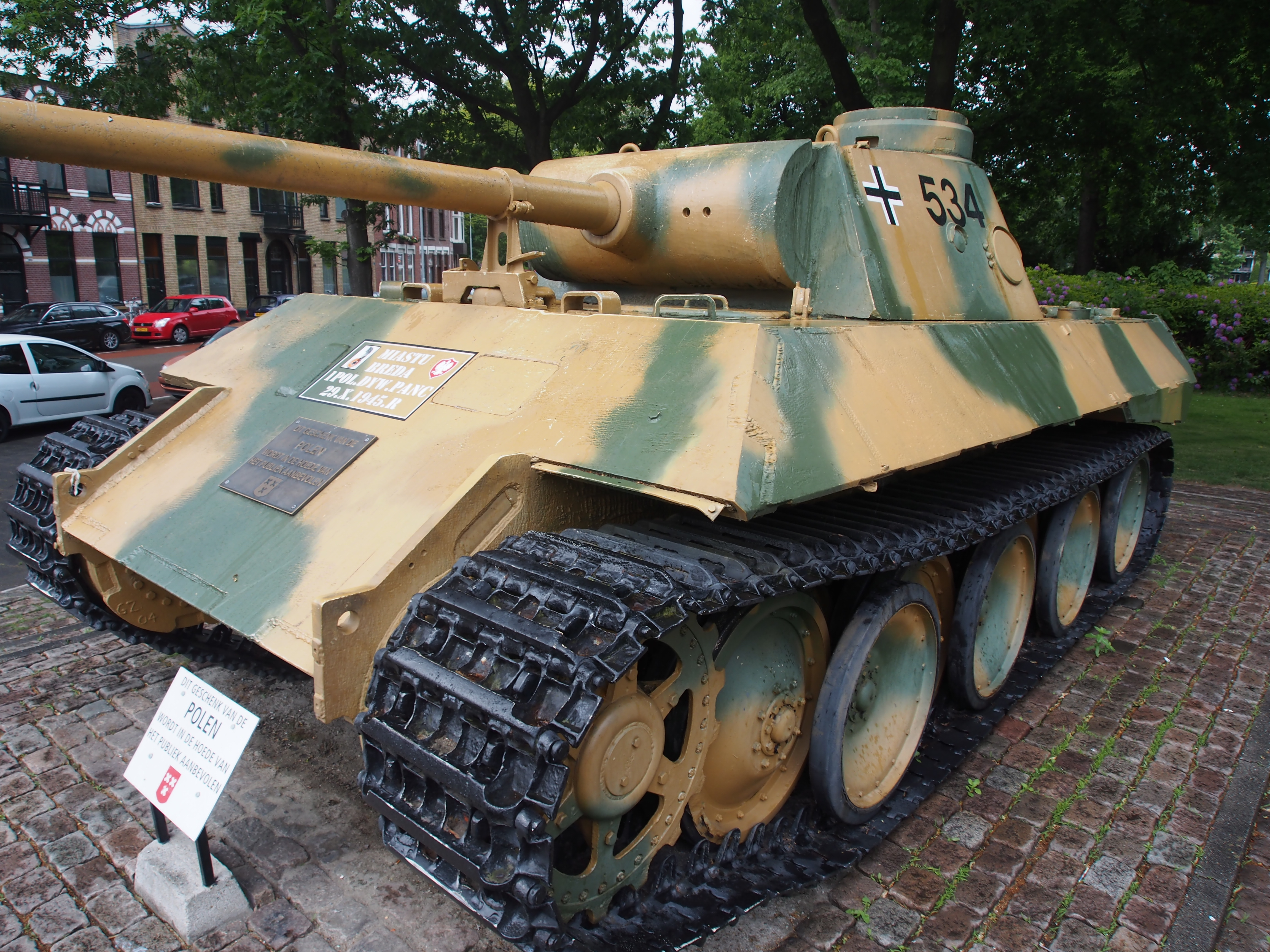
Ausf. D. Notera vagnchefens cylindriska kupol med tittgluggar. Underkanten och överkanten av skrovets sidopansar är parallella med varandra. Det övre frontpansaret har en avlång glugg med pansrad lucka för signalistens kulspruta precis bortom den vita skriften.
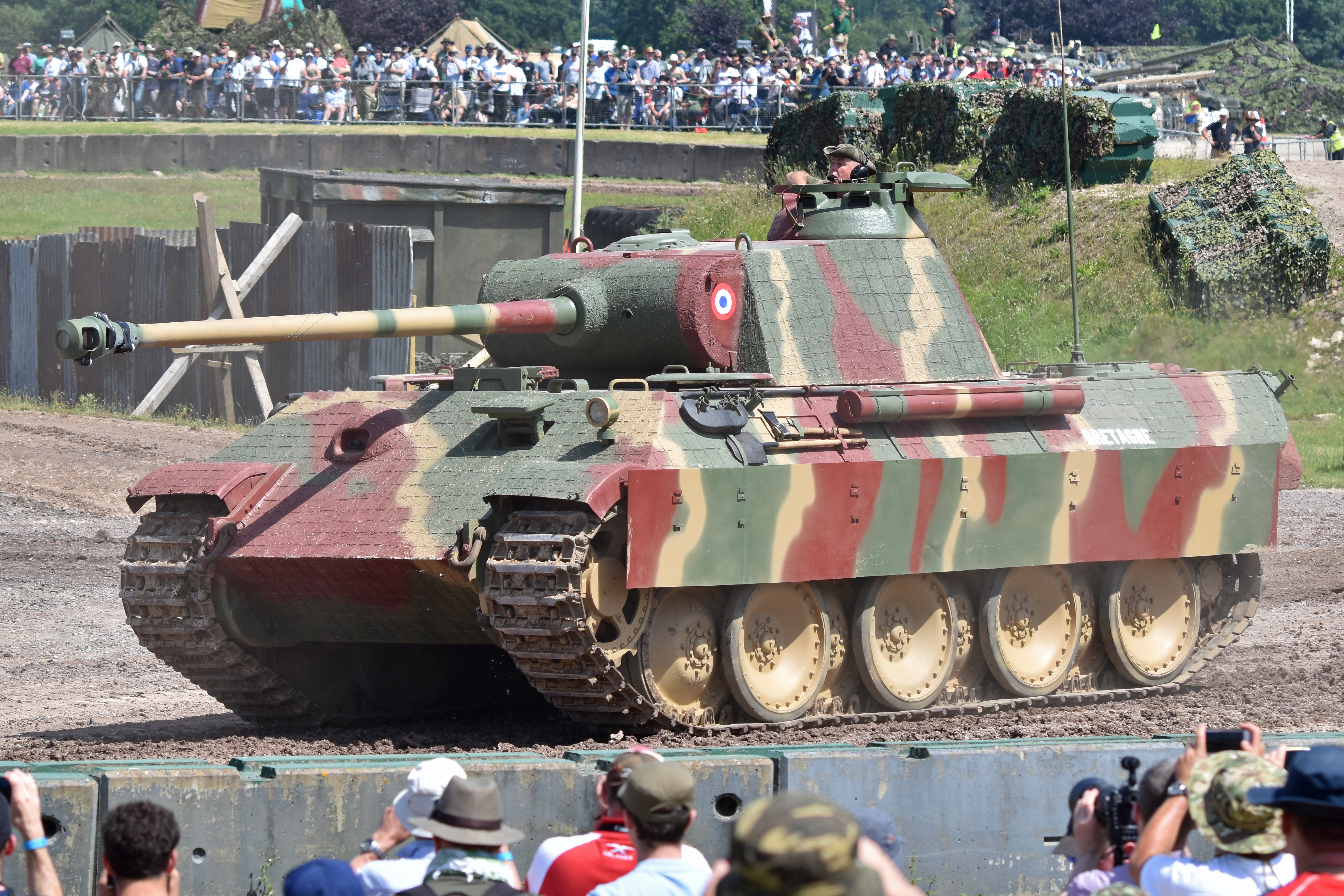
Ausf. A. Notera konisk kupol med periskop och kulmontage för signalistens kulspruta. Föraren har fortfarande en tittlucka i frontpansaret (luckan är stängd på föregående bild), och två periskop i skrovets tak. I övrigt lik Ausf. D.
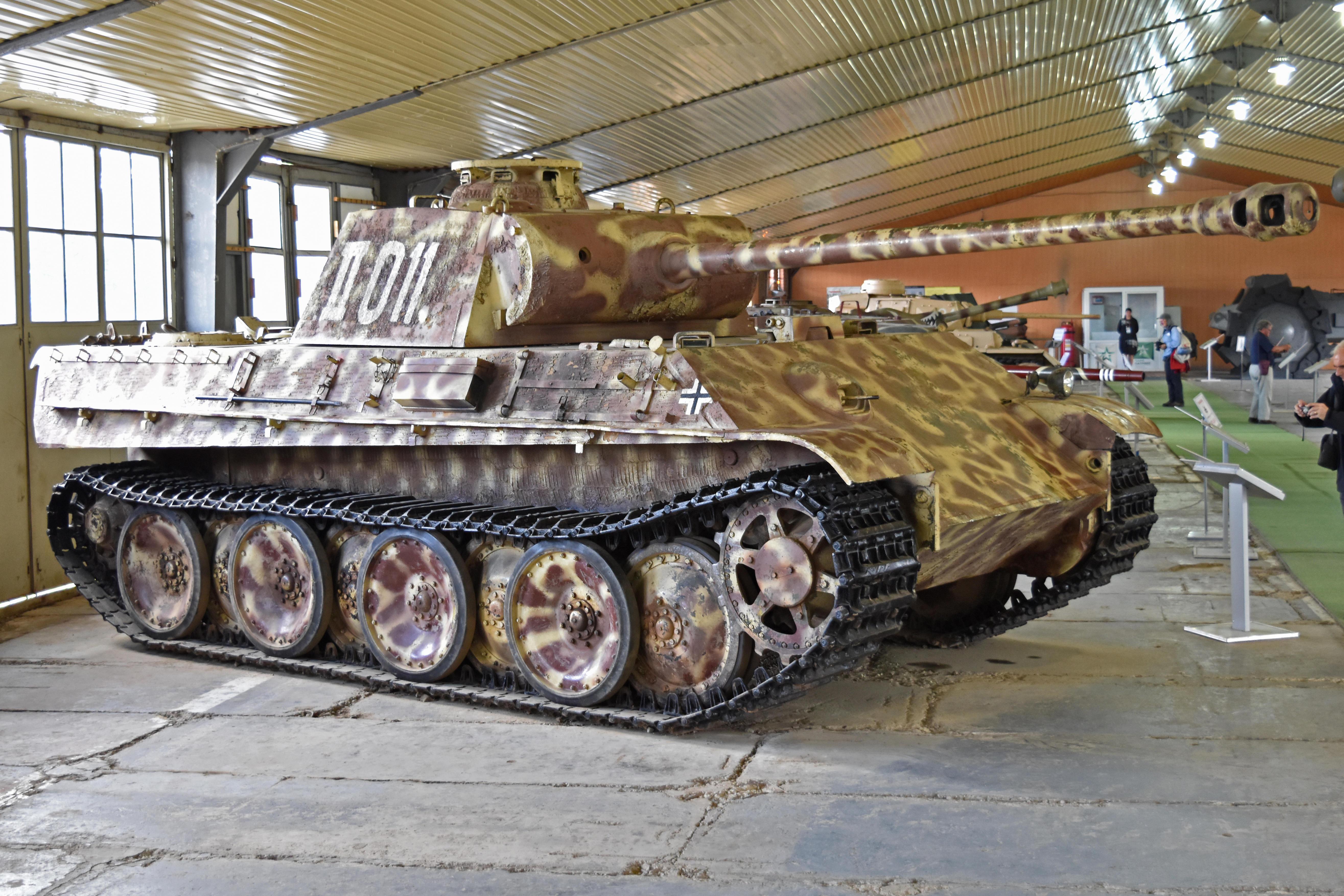
Ausf. G. Skrovets sidopansar ovanför bandaggregatet sluttar nu nedåt mot vagnens bakdel. Föraren har ej längre någon siktglugg, och ett av hans periskop har avlägsnats. Det kvarvarande periskopet ersattes med en vridbar modell.
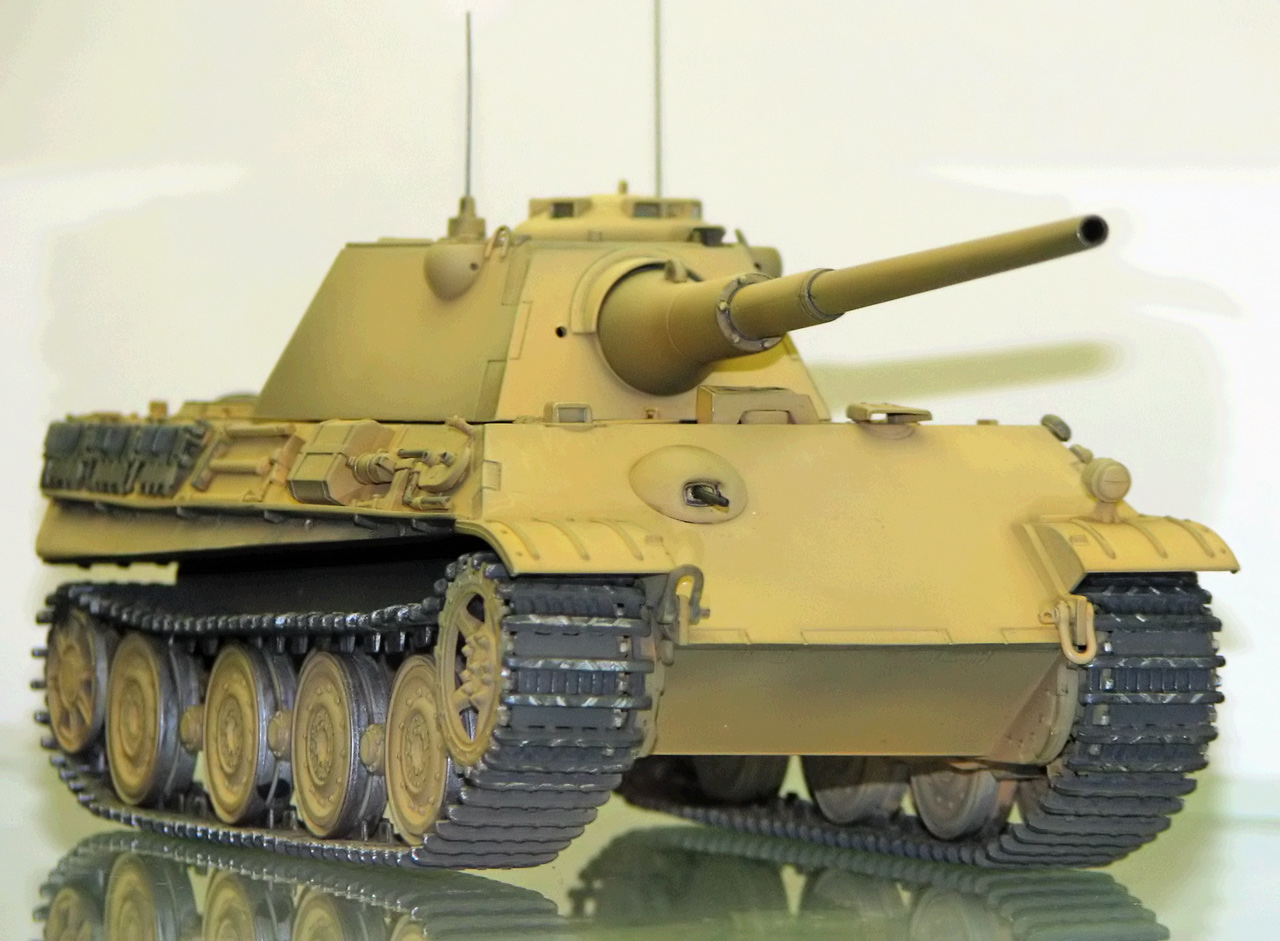
Ausf. F som modell. De båda pansarkulorna på tornets sidor skyddar okular för en avståndsmätare monterad tvärledes ovanför kanonens bakstycke. Ett av prototyptornen finns för närvarande på Bovington Tank Museum i England.
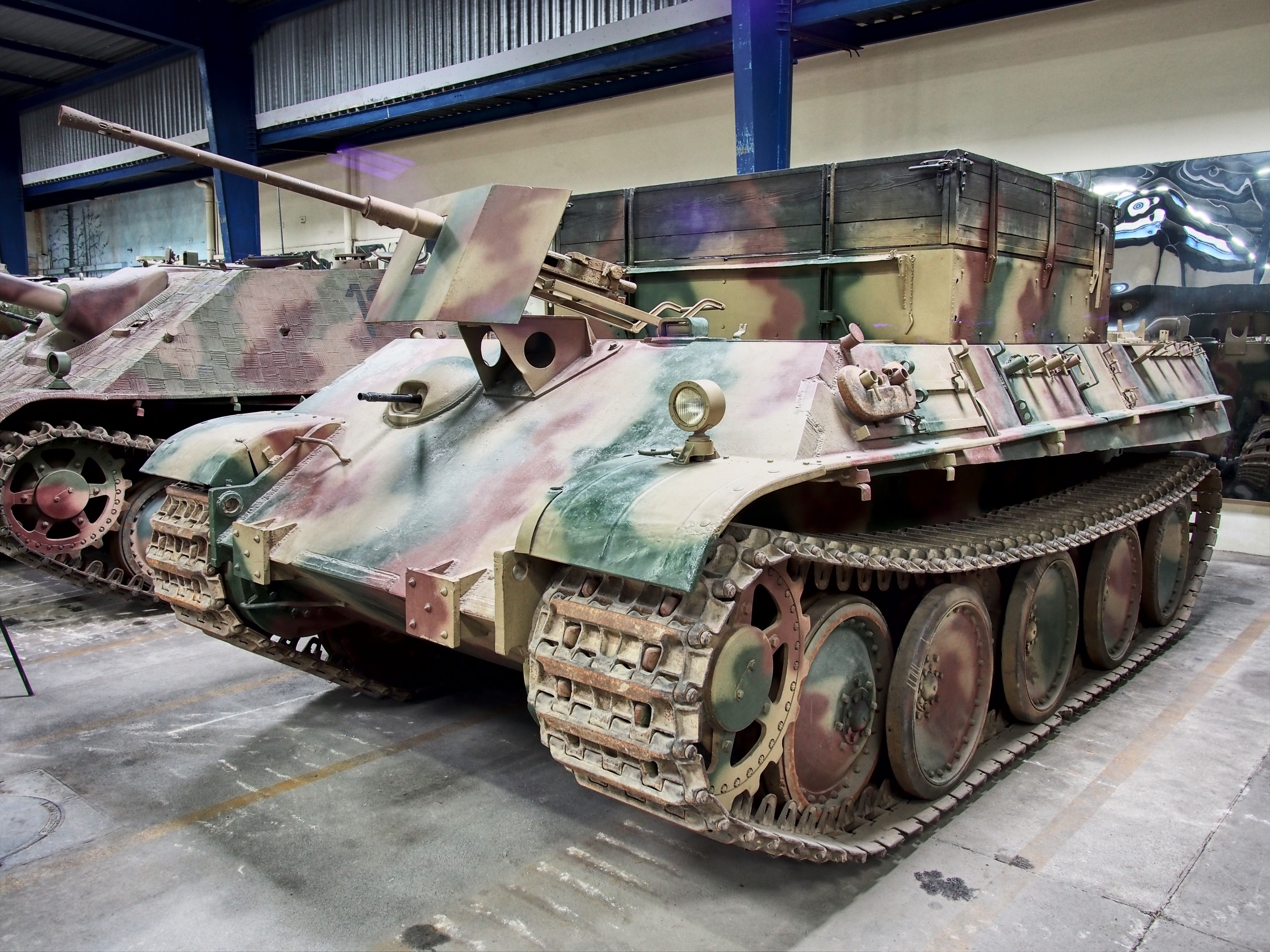
En bevarad Bergepanther på Musée des Blindés i Saumur, Frankrike. Detta fordon baserat på chassi och skrov av Ausf. G.
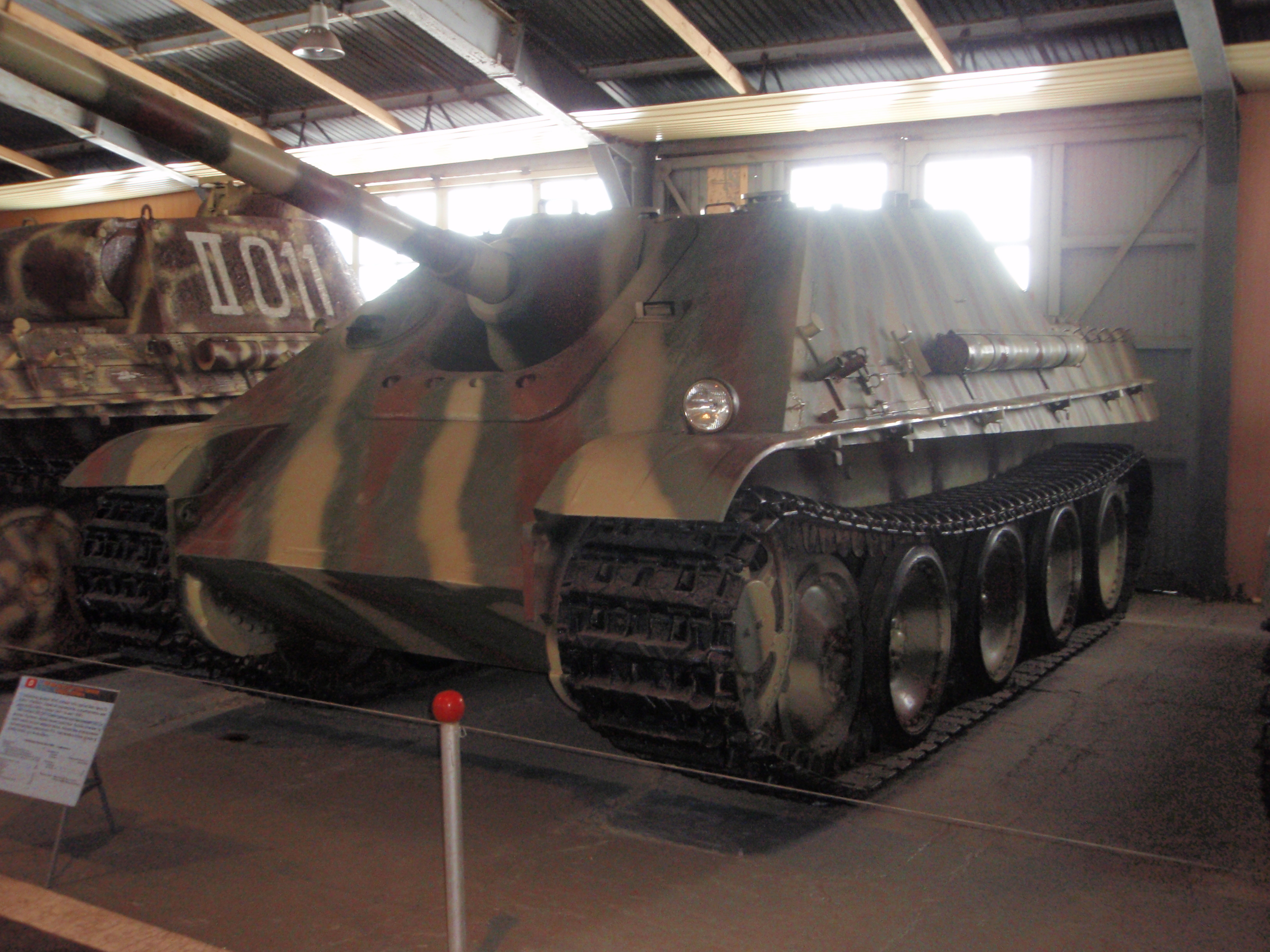
En Jagdpanther i Kubinka stridsvagnsmuseum.

### Panther Ausf. D
Detta var den första produktionsmodellen. Tillverkningen startade i januari 1943 och fram till september samma år så producerades 850 stridsvagnar. Det första förband som tilldelades Pantherstridsvagnar var Panzer-Brigade 10 som bestod av två självständiga pansarbataljoner med 96 Panther var Panzer-Abteilung 51 och Panzer-Abteilung 52, brigaden underställdes Panzergrenadier-Division Großdeutschland inför slaget vid Kursk. Resten av produktionen tilldelades sedan två självständiga pansarregementen, Panzer-Regiment 26 och Panzer-Regiment 23 samt 2. SS-Panzer-Division Das Reich och 1. SS-Panzer-Division "Leibstandarte SS Adolf Hitler". De första 20 stridsvagnarna utgjorde en förserie och hade en svagare 21-liters Maybach HL 210 P30 motor samt endast 60 mm frontpansar, dessa vagnar användes huvudsakligen för träning och tester. Senare fordon i D-serien fick en 23-liters motor, ny utväxling med en epicyklisk styrning som förbättrade manöverdugligheten samt fick en ny kupol på tornet.

### Panther Ausf. A
Varför A-serien kom efter D-serien är inte känt. De största förbättringarna från den föregående D-serien var en ny gjuten kupol med sju periskop och ett fäste för en luftvärnskulspruta. Luckan i vänstra tornsidan för ilastning av ammunition togs bort. Det binokulära siktet till kanonen TZF12 byttes gradvis ut mot den monokulära TZF12a under produktionstiden. Ett nytt kulmontage för signalistens kulspruta i fronten ersatte den tidigare gluggen för kulsprutan. Stridsvagnarna hade även sidoplåtar mot pansarvärnsvapen, samt zimmerit mot magnetiska minor. Drivlinan förstärktes för att öka tillförlitligheten. Denna variant tillverkades i 2 000 exemplar mellan augusti 1943 och maj 1944.

### Panther Ausf. G
G-modellen dök upp tidigt år 1944 och hade förbättrats i enlighet med de erfarenheter man erhållit på slagfälten. Pansaret var nu mera sluttande och det inre utrymmet utökades. Man förenklade även vagnen för att snabba på tillverkningen. Föraren fick ett periskop som kunde roteras.

### Panther Ausf. F
Ausf. F var i stort sett bara ett nytt torn som utvecklats för att användas med chassit från Ausf. G. Dock skulle det nya fordonet benämnas Panther Ausf. F om det togs i bruk. Tornet kallades "Schmalturm" och skulle åtgärda vissa designbrister i de tidigare modellernas torn. Bland annat var specifikationerna:
- Undvika att få rikoschetter som studsade ner i stridsutrymmet.
- Bättre skyddsnivå på pansaret.
- Bättre ventilation av tornet så att krutgaser ventilerades ut snabbare.
- Minska målytan på tornet.

Tornet fick mer pansar men gjordes smalare för att inte öka vikten på stridsvagnen. Kanonskölden ersattes med en ny konisk variant. Pansaret på sidorna och även baktill på tornet ökades till 60 mm. Pansaret på taket i tornet ökade från 16 mm till 40 mm. Någon storskalig produktion av de nya tornen kom aldrig igång och det är ytterst tveksamt om någon Ausf. F någonsin hann användas i strid.

### Bergepanther
För att erhålla ett tillräckligt starkt fordon för att bogsera skadade Tiger- och Pantherstridsvagnar valde man att bygga om 279 Pantherstridsvagnar till bärgningsfordon (Tigerstridsvagnarna var för värdefulla). Man tog bort tornet från en Panthervagn av modell D och skar ut en öppning i toppen på stridsvagnen, därefter svetsade man dit en halv meter hög metallåda runt främre chassit och förlängde den uppåt med brädor. Dessa kunde fällas ned och användas som arbetsplattformar. Därefter monterade man en vinsch och en kabeltrumma i stridsutrymmet. En mindre stålkran fästes sedan på chassit. Baktill hade den ett nedfällbart markankare vilket användes vid vinschning av utskjutna / fastkörda eller skadade stridsvagnar.

### Jagdpanther
Efter att man experimenterat med tidigare pansarvärnskanonvagnar, såsom Elefant och Nashorn beslöt man att utveckla en variant av Panthern som bar den berömda 88mm-pjäsen. Kanonens storlek och dess erforderliga rekylutrymme krävde att vagnens framdel byggdes om till en enda stor kasematt som sträckte sig hela vägen från förarplatsen till framkanten på motorrummet (se bildgalleriet ovan). I detta utrymme monterades en 88 mm PaK 43/3 L/71-pansarvärnskanon. Detta kom att bli den bästa tyska pansarvärnskanonvagnen under kriget, men endast 392 stycken byggdes mellan januari 1944 och mars 1945. Jagdpanthern var dock populär bland sina användare och moralen var hög.

### Beobachtungspanzer Panther
I slutet av 1944 byggdes reparerade Panther stridsvagnar om till eldledningsvagnar Beobachtungspanzer Panther. Kanonen monterades bort och hålet i tornfronten täcktes för. Mitt på tornfronten monterades en kort kanonattrapp och till höger monterades en kulspruta av typen MG-34 i kulmontage. På höger- och vänsterkanten av tornfronten fanns öppningar för en EM 1,25m R (Pz) stereoskopisk avståndsmätare för noggranna avståndsmätningar. Öppningarna kunde stängas för med pansrade lock för att skydda instrumentet när man inte observerade. Totalt konverterades 41 Beobachtungspanzer Panther.

## Bevarade exemplar

### I körbart skick
- Musée des Blindés (Frankrike)
- Kubinka stridsvagnsmuseum (Ryssland)
- Wehrtechnische Studiensammlung i Koblenz, Tyskland

### Övriga
- Munster stridsvagnsmuseum (Tyskland)
- Houffalize (Belgien)
- Manhay (Belgien)
- Nationaal Oorlogs- en Verzetsmuseum i Overloon, Nederländerna
- Auto- und Technikmuseum i Sinsheim, Tyskland
- Bovington (Storbritannien)